# Crónica anglosajona
La Crónica anglosajona es una colección de anales en inglés antiguo que narra la historia de los anglosajones. El manuscrito original fue creado a fines del siglo IX, probablemente en el Reino de Wessex, durante el reinado de Alfredo el Grande (r. 871-899). Se hicieron múltiples copias de ese manuscrito y luego se distribuyeron a los monasterios de Inglaterra, donde se actualizaron de forma independiente. En un caso, la Crónica aún estuvo en edición activa hasta 1154.
Sobreviven nueve manuscritos en total o parcialmente, aunque no todos tienen el mismo valor histórico y ninguno de ellos es la versión original. El más antiguo parece haber comenzado hacia el final del reinado de Alfredo, mientras que el más reciente se escribió en la abadía de Peterborough, después de un incendio en ese monasterio en 1116. Casi todo el material de la Crónica está en forma de anales (por año); los primeros datan del 60 a. C. —fecha que en los anales corresponde a las invasiones a Gran Bretaña por Julio César— y el material histórico sigue hasta el año en que se escribió la crónica, momento en el que comienzan los registros contemporáneos. Estos manuscritos colectivamente se conocen como la Crónica anglosajona.
La Crónica no es imparcial: hay ocasiones en que la comparación con otras fuentes medievales deja en claro que los escribas omitieron eventos o contaron versiones unilaterales de eventos históricos; también hay lugares donde las diferentes versiones se contradicen entre sí. Sin embargo, en su conjunto, la Crónica es la fuente histórica más importante para el período en Inglaterra entre la partida de los romanos y las décadas posteriores a la conquista normanda. Gran parte de la información dada en la Crónica no se registró en ningún otro lado. Además, los manuscritos constituyen una fuente importante de la historia del idioma inglés; en particular, el texto tardío de Peterborough es uno de los primeros ejemplos de inglés medio en existencia.
Siete de los nueve manuscritos y fragmentos sobrevivientes residen en la Biblioteca Británica. Los otros dos están en la Biblioteca Bodleiana de Oxford y en la Biblioteca Parker del Corpus Christi College de Cambridge.

## Orígenes

### Composición
Los manuscritos sobrevivientes son copias, por lo que no se sabe con certeza dónde o cuándo se compuso la primera versión de la Crónica. En general, se acepta que la versión original, a veces conocida como Anales ingleses tempranos (Early English Annals), fue escrita a fines del siglo IX por un escriba en el Reino de Wessex. El historiador Frank Stenton argumentó, a partir de evidencia interna, que primero fue compilado para un secular, pero no real, y que «su origen está en uno de los condados del sudoeste ... en algún punto no muy lejos del límite entre Somerset y Dorset». Después de que se compiló la Crónica original, se elaboraron copias y se distribuyeron a varios monasterios. Se hicieron copias adicionales, para su posterior distribución o para reemplazar manuscritos perdidos; algunas copias se actualizaron independientemente una de la otra y parte de estas copias posteriores son las que han sobrevivido.
El primer manuscrito existente, la Crónica de Parker, fue redactado por un solo escriba hasta el 891. El escriba escribió el número del año, DCCCXCII, en el margen de la siguiente línea; otros escribas añadieron material posterior. Esto parece colocar la composición de la crónica a más tardar en el 892; el obispo Asser proporcionó una evidencia adicional de una versión de la Crónica en su obra La vida del rey Alfredo, conocida por haber sido compuesta en el 893. Se sabe que el manuscrito de Winchester es al menos dos transcripciones de la Crónica original; como resultado, no hay pruebas de que el Crónica haya sido compilada en Winchester. También es difícil fijar la fecha de composición, pero en general se cree que las crónicas fueron compuestas durante el reinado de Alfredo el Grande (r. 871-899), ya que deliberadamente trató de revivir la enseñanza y la cultura durante su período y alentó el uso del inglés como lenguaje escrito. La Crónica, así como la distribución de copias a otros centros de enseñanza, pudieron ser consecuencias de los cambios que introdujo Alfredo.

## Manuscritos supervivientes

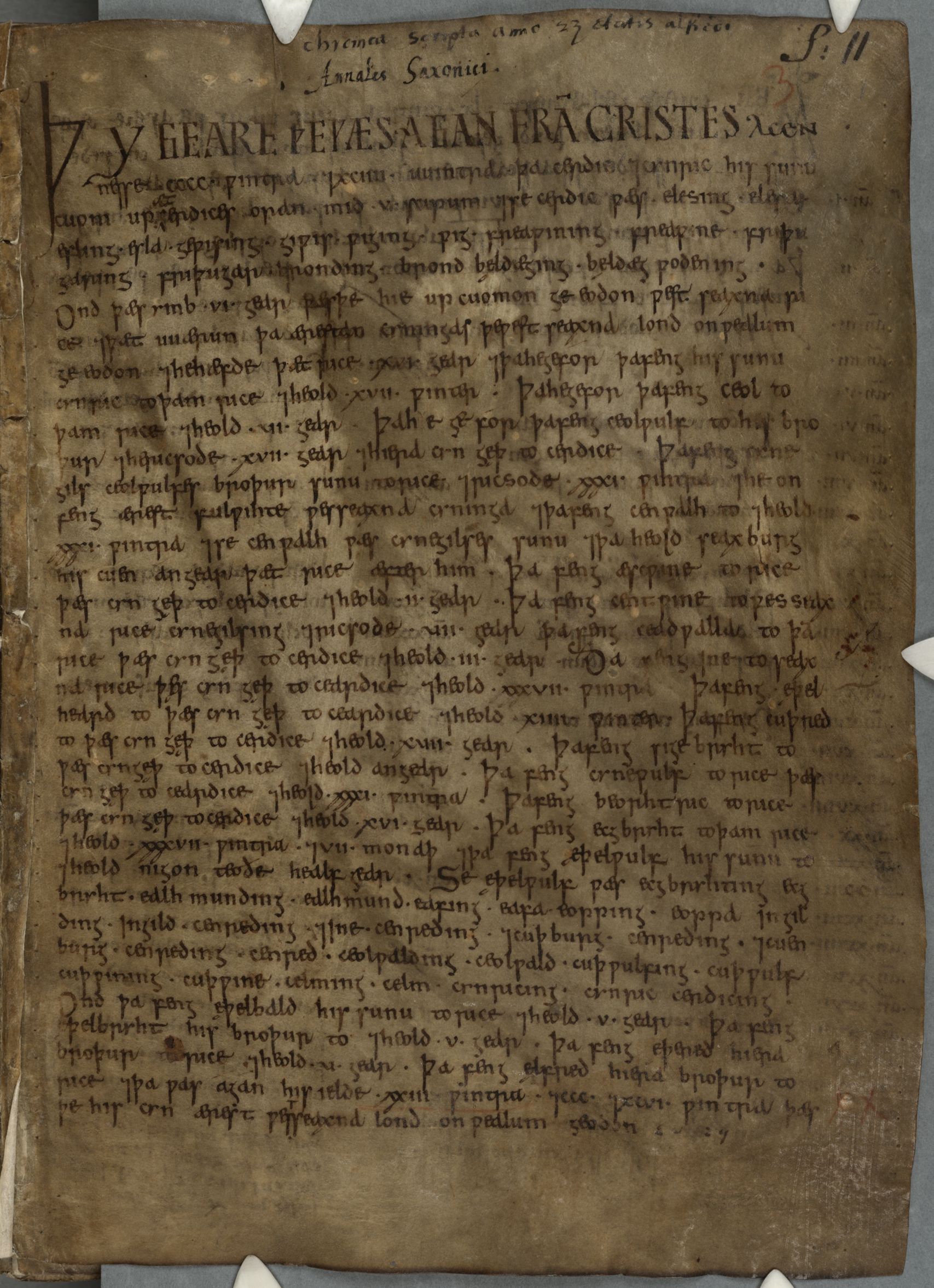
Una página de la Crónica de Winchester o Crónica de Parker, que muestra el prefacio genealógico.

De los nueve manuscritos supervivientes, siete están escritos completamente en inglés antiguo (también conocido como inglés anglosajón). Uno, conocido como el Epítome bilingüe de Canterbury (Bilingual Canterbury Epitome), está en inglés antiguo con una traducción de cada historia en latín. Otro, la Crónica de Peterborough (Peterborough Chronicle), está en inglés antiguo, excepto la última entrada, que se encuentra en el temprano inglés medio. El más antiguo (Corp. Chris. MS 173) se conoce como la Crónica de Winchester (Winchester Chronicle) o Crónica de Parker (después de Matthew Parker, arzobispo de Canterbury, lo poseyó alguna vez) y está escrito en dialecto merciano hasta 1070 y luego en latín hasta 1075. Seis de los manuscritos fueron impresos en una edición de 1861 de la Rolls Series de Benjamin Thorpe, con el texto en columnas etiquetadas de la A a la F. También incluyó los pocos restos legibles de un séptimo manuscrito quemado, al que se refirió como [G], parcialmente destruido en un incendio en Ashburnham House en 1731. Después de esta convención, los dos manuscritos adicionales generalmente se llaman [H] y [I]. Los manuscritos supervivientes conocidos se enumeran a continuación:
| Versión   | Nombre                               | Ubicación                                              | Manuscrito                    | Disponible en línea |
| --------- | ------------------------------------ | ------------------------------------------------------ | ----------------------------- | ------------------- |
| A         | Winchester (Parker) Chronicle        | Biblioteca Parker, Corpus Christi College de Cambridge | 173                           | Sí                  |
| B         | Abingdon Chronicle I                 | Biblioteca Británica                                   | Cotton Tiberius A. vi         | Sí                  |
| C         | Abingdon Chronicle II                | Biblioteca Británica                                   | Cotton Tiberius B. i          | Sí                  |
| D         | Worcester Chronicle                  | Biblioteca Británica                                   | Cotton Tiberius B. iv         | Sí                  |
| E         | Peterborough (Laud) Chronicle        | Biblioteca Bodleiana de Oxford                         | Laud misc. 636                | Sí                  |
| F         | Bilingual Canterbury Epitome         | Biblioteca Británica                                   | Cotton Domitian A. viii       | Sí                  |
| G, A2 o W | Una copia de la Winchester Chronicle | Biblioteca Británica                                   | Cotton Otho B. xi + Otho B. x | No                  |
| H         | Cottonian Fragment                   | Biblioteca Británica                                   | Cotton Domitian A. ix         | No                  |
| I         | An Easter Table Chronicle            | Biblioteca Británica                                   | Cotton Caligula A. xv         | Sí                  |

## Relaciones entre los manuscritos

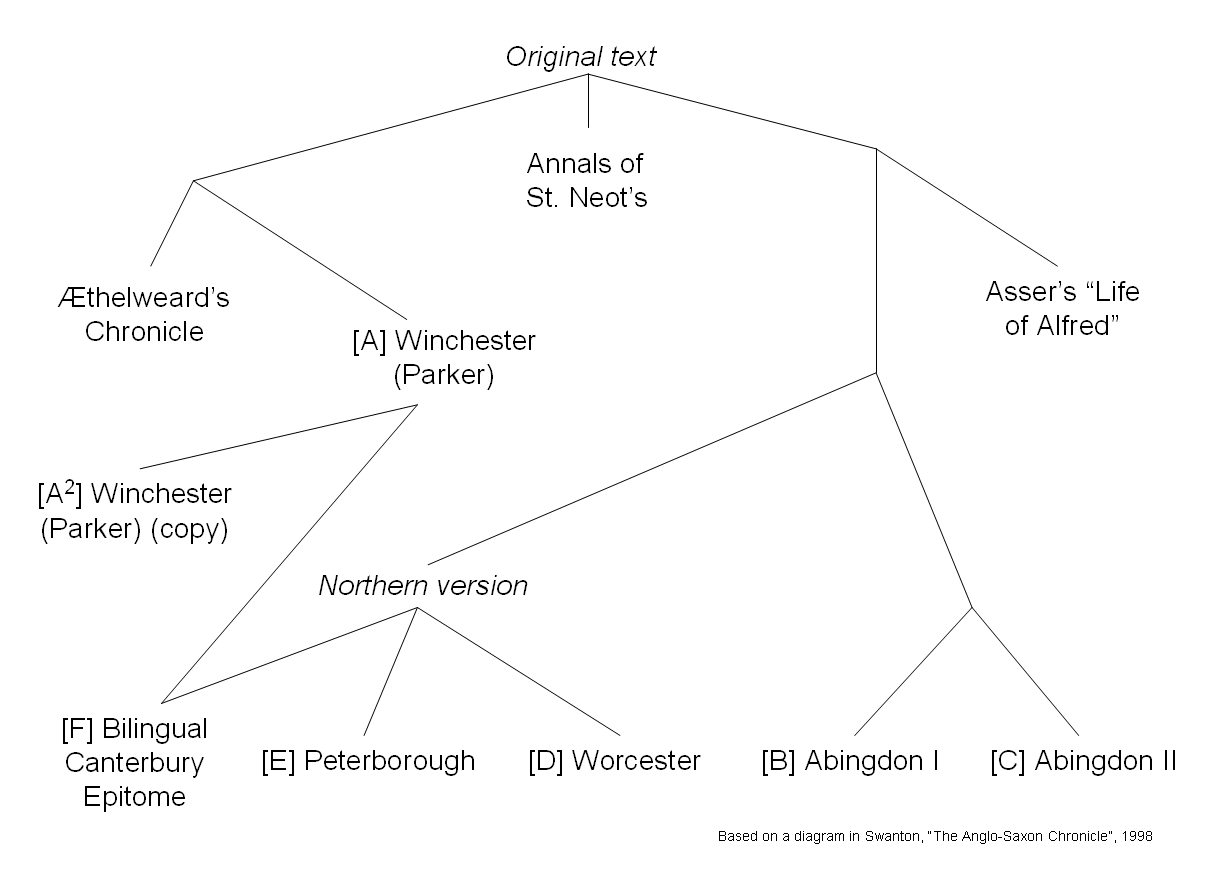
La relación entre siete de los manuscritos de la Crónica. El fragmento [H] no puede situarse con un mínimo de fiabilidad en el diagrama. También se muestran otros textos relacionados. El diagrama muestra un original putativo y también ofrece las relaciones de los manuscritos con una versión septentrional que no sobrevive, pero que se piensa que existió.

Se especula que todos los manuscritos derivan de un original común, pero las conexiones entre los textos son más complejas que la simple herencia por copia. El diagrama de la derecha muestra una perspectiva general de las relaciones entre los manuscritos. A continuación, un resumen de las relaciones que se conocen:
- [A²] fue una copia de [A], hecha en Winchester, probablemente entre 1001 y 1013.
- [B] se utilizó para compilar [C+ en Abingdon, a mediados del siglo XI. Sin embargo, el escriba que hizo [C] también tenía acceso a otra versión que no ha sobrevivido.
- [D] incluye material de la Historia eclesiástica (Historia ecclesiastica gentis Anglorum) de Beda y una serie de anales de Northumbria del siglo VIII. Se piensa que fue copiado a partir de una versión septentrional que no ha sobrevivido.
- [E] tiene material que parece derivar de las mismas fuentes que [D], pero no incluye algunas adiciones que solo aparecen en [D], como el Registro mercio. Este manuscrito se compuso en el monasterio de Peterborough, cierto tiempo después de un incendio ocurrido allí en 1116, que probablemente destruyó la copia que tenían de la Crónica; [E] parece haber sido creado posteriormente como una copia de la versión de Kent, probablemente de Canterbury.
- [F] parece que incluye material de la misma versión de Canterbury que se utilizó para crear [E].
- La Vida del rey Alfredo, por Asser, escrita en 893, incluye una traducción de las entradas de la Crónica desde 849 a 887. De los manuscritos supervivientes, solo [A] podría haber existido en 893, pero hay sitios en los que Asser se aleja del texto de [A], por lo que es posible que Asser utilizó una versión que no ha sobrevivido.[c]
- Aethelweard escribió a finales del siglo X una traducción de la Crónica al latín, conocida como Chronicon Æthelweardi; la versión que utilizó procedía probablemente de la misma rama que [A] en el árbol de relaciones.[23]
- El texto de Asser concuerda con [A] y con el texto de Æthelweard en algunos puntos contra el testimonio combinado de [B], [C], [D] y [E], lo que implica que tuvieron un antepasado común para los últimos cuatro manuscritos.[24]
- En Abingdon, en algún momento entre 1120 y 1140, un autor desconocido escribió una crónica en latín conocida como los Anales de St Neots. Este trabajo incluye material de una copia de la Crónica, pero es muy difícil saber cuál versión, ya que el escritor fue selectivo a la hora de usar el material. Pudo haber sido una recensión septentrional o un derivado en latín de esa recensión.[23]

Cada uno de los manuscritos descritos anteriormente comparten un error cronológico entre los años 756 y 845, pero es evidente que el compositor de Anales de St Neots estuvo usando una copia que no tenía este error y que debió haberlos precedido. La copia de Æthelweard tenía el error cronológico, pero no carece de una frase completa de la historia de 885; todos los manuscritos sobrevivientes han perdido esta frase. Por tanto, el error y la oración faltante tuvieron que ser introducidos en fases de copiado separadas, lo que implica que ninguno de los manuscritos sobrevivientes está más cerca que dos transcripciones de la versión original.

## Historia de los manuscritos

Mapa de los lugares donde se escribieron las diversas crónicas y dónde se guardan ahora.

### [A]Crónica de Winchester
la Crónica de Winchester (Parker) es el manuscrito más antiguo de la crónica que sobrevive. Comenzó en la catedral Old Minster de Winchester, hacia el final del reinado de Alfredo. El manuscrito comienza con una genealogía de este rey y la primera entrada crónica indica el año 60 a. C. La sección que contiene la Crónica abarca los folios 1-32. A diferencia de los otros manuscritos, [A] tiene una composición lo suficientemente temprana como para mostrar entradas que datan de finales del siglo IX, elaboradas por diferentes escribas a medida que se realizaba la crónica. La mano del primer escriba data de finales del siglo IX o principios del X; sus entradas cesaron a fines de 891 y las siguientes fueron hechas a intervalos a lo largo del siglo X por varios escribas. El octavo escriba redactó los anales para los años 925-955 y evidentemente estaba en Winchester cuando las escribió, ya que agregó algunos materiales relacionados con los eventos de allí; también usó ceaster («ciudad») para referirse a Winchester. El manuscrito se vuelve independiente de las otras recensiones después de la entrada de 975.
El libro, que también tenía una copia del Código legal de Alfredo e Ine encuadernado después de la entrada de 924, fue transferido a Canterbury en algún momento a principios del siglo XI, ya que está evidenciado por una lista de libros que el arzobispo Matthew Parker (1559-1575) entregó al Corpus Christi College, de la que era su maestro. Mientras, en Canterbury, se hicieron algunas interpolaciones; esto requirió algunas supresiones en el manuscrito. Las entradas adicionales parecen haber sido tomadas de una versión del manuscrito del que proviene [E]. La última entrada en lengua vernácula es fechada en el 1070. Después de esto viene el latín Acta Lanfranci, que cubre los eventos de la iglesia desde 1070 hasta 1093. Esto es seguido por una lista de papas y arzobispos de Canterbury a quienes enviaron el palio. El manuscrito fue adquirido por Parker tras la disolución de los monasterios y legado a la universidad a su muerte. Ahora forma parte de la Biblioteca Parker.

### [B]Crónica de Abingdon I
La Crónica de Abingdon I fue escrita por un solo escriba en la segunda mitad del siglo X. La Crónica retoma los folios 1-34. Comienza con una entrada para 60 a. C. y termina con la historia del 977. Un manuscrito que ahora está separado (British Library MS. Cotton Tiberius Aiii, f. 178) fue originalmente la introducción a esta crónica; contiene una genealogía, como lo hace [A], pero la extiende hasta finales del siglo X. [B] estuvo en Abingdon a mediados del siglo XI, porque se usó en la composición de [C]. Poco después fue a Canterbury, donde se hicieron interpolaciones y correcciones. Al igual que con [A], termina con una lista de papas y arzobispos de Canterbury a quienes enviaron el palio.

### [C]Crónica de Abingdon II

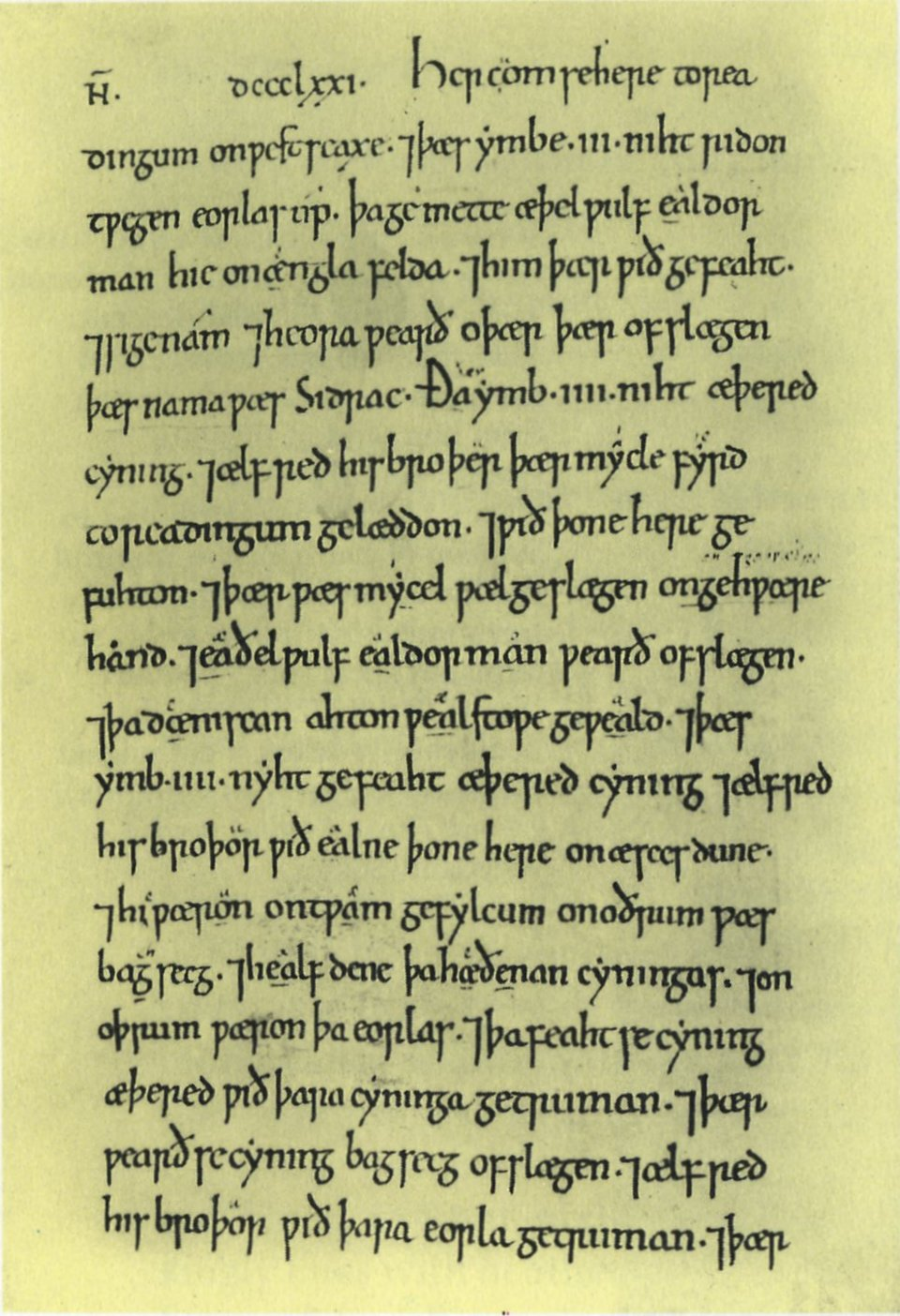
Una página del manuscrito [C], Abingdon II, de la Crónica anglosajona. Corresponde al anal de 871, un año de batallas entre Wessex y vikingos.

[C] añade material adicional de anales locales en Abingdon, donde fue compuesto. La sección que contiene la Crónica (folios 115-164) está precedida por la traducción al inglés antiguo del rey Alfredo de la historia universal de Orosio, seguida de un menologio y algunos versos gnómicos de las leyes del mundo natural y de la humanidad. Luego sigue una copia de la Crónica, que comienza con el 60 a. C.; el primer escriba transcribió hasta la historia del 490 y un segundo escriba asumió hasta la del 1048. [B] y [C] son idénticos entre 491 y 652, pero las diferencias posteriores dejan en claro que el segundo escriba también empleó otra copia de la crónica. Este escriba también insertó, después del anal para el 915, el Registro mercio, que cubre los años 902-924, y que se centra en Æthelflæd. El manuscrito continúa hasta 1066 y se detiene en medio de la descripción de la batalla de Stamford Bridge. En el siglo XII se agregaron algunas líneas para completar el relato.

### [D]Crónica de Worcester

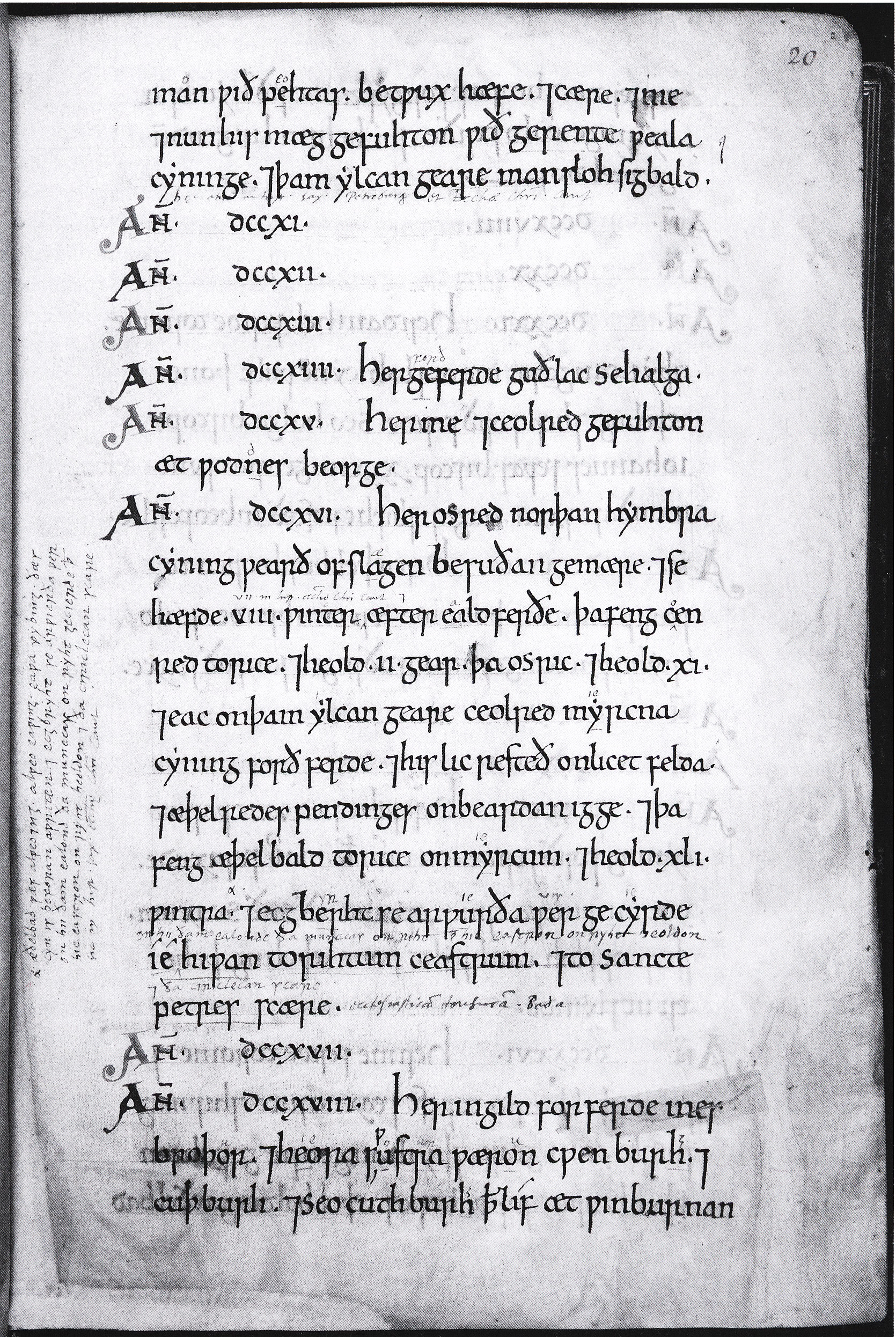
Página de los anales de 710-718 del manuscrito [D]. Las anotaciones de John Joscelyn son visibles en el margen.

La Crónica de Worcester al aparecer fue escrita a mediados del siglo XI. Después de 1033, incluye algunos registros de Worcester, por lo que generalmente se cree que se compuso allí (también que se asegura que fue una fuente para la Chronicon ex chronicis , atribuida a Juan de Worcester). Se pueden identificar cinco escribas diferentes para las entradas hasta 1054, después de las que parecen haber sido elaboradas a intervalos. El texto incluye material de la Historia eclesiástica de Bede y un conjunto de anales de Northumbria del siglo VIII. Se cree que algunas de las entradas pudieron haber sido compuestas por el arzobispo Wulfstan. [D] contiene más información que otros manuscritos sobre asuntos del norte y de Escocia y se ha especulado que era una copia destinada a la corte escocesa anglicana. De 972 a 1016, las sedes episcopales de York y Worcester eran dirigidas por la misma persona: Osvaldo de 972, Ealdwulf de 992 y Wulfstan de 1003, lo que podría explicar por qué se encontró una recensión septentrional en Worcester. En el siglo XVI se perdieron partes del manuscrito; se insertaron dieciocho páginas que contenían entradas sustitutas de otras fuentes, como [A], [B], [C] y [E]. Estas páginas fueron escritas por John Joscelyn, quien era secretario de Parker.

### [E]Crónica de Peterborough
En 1116, un incendio en el monasterio de Peterborough destruyó la mayoría de los edificios. La copia guardada allí pudo haberse perdido en ese momento o más tarde, pero en cualquier caso, poco después, se hizo una copia nueva (la Crónica de Peterborough), aparentemente de una versión kéntica, probablemente de Canterbury. El manuscrito fue escrito una vez y por un solo escriba, hasta la historia de 1121. El escriba agregó material relacionado con la abadía de Peterborough, que no está en otras versiones. El original de Canterbury que copió era similar, aunque no idéntico, a [D]: el Registro mercio no aparece y un poema sobre la batalla de Brunanburh en 937, presente en la mayoría de las otras copias sobrevivientes de la Crónica, no está registrado. El mismo escriba luego continuó los anales hasta 1131; estas entradas se hicieron a intervalos y, por tanto, son presumiblemente registros contemporáneos. Finalmente, un segundo escriba, en 1154, escribió un relato de los años 1132-1154, pero se sabe que su datación no es fiable. Esta última entrada está en inglés medio, en lugar de inglés antiguo. [E] fue propiedad de William Laud, arzobispo de Canterbury, por lo que también se la conoce como la Crónica de Laud. El manuscrito contiene glosas ocasionales en latín y se menciona en un libro de anticuario de 1566, como «la historia sajona de la iglesia de Peterborough» (the Saxon storye of Peterborowe church). Según Joscelyn, Laurence Nowell tenía una transcripción del manuscrito. Entre los dueños anteriores estuvieron William Camden y William L'Isle; presumiblemente este último pasó el manuscrito a Laud.

### [F]Epítome bilingüe de Canterbury

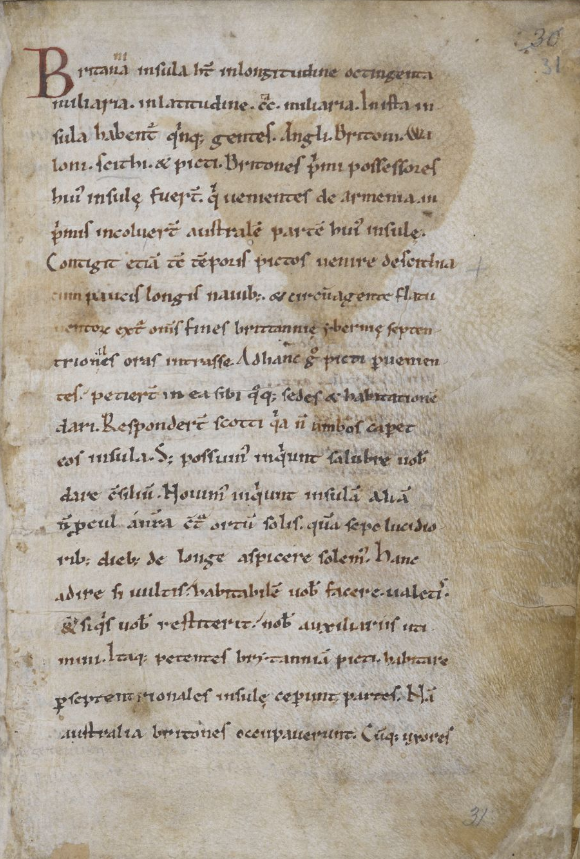
Primera página de la versión [F].

Alrededor de 1100, fue escrita una copia de la Crónica en la Christ Church de Canterbury, probablemente por uno de los escribas que tomó notas en [A]. Esta composición utiliza inglés antiguo y latín —de ahí que se conozca como el Epítome bilingüe de Canterbury—; cada entrada en inglés antiguo era seguida por la traducción latina. La versión que el escriba copió —de los folios 30-70— es similar a la utilizada por el escriba de Peterborough para [E], aunque parece haber sido resumida. Incluye el mismo material introductorio que [D] y, junto con [E], es una de las dos crónicas que no tiene el poema «Batalla de Brunanburh». El manuscrito tiene muchas anotaciones e interlineaciones, algunas hechas por el escriba original y otras por subsiguientes, como Robert Talbot.

### [A²]/[G] Copia de laCrónica de Winchester
[A²] es una copia de [A], realizada en Winchester en el siglo XI, y continúa una transcripción del siglo X de una traducción al inglés antiguo de la Historia eclesiástica de Beda. El último anal copiado fue 1001, por lo que la transcripción se realizó no antes de esa fecha; una lista episcopal adjunta en [A²] sugiere que la copia fue realizada en 1013. Este manuscrito fue destruido casi por completo en el incendio de 1731 en Ashburnham House, donde se encontraba la Biblioteca Cotton. De las treinta y cuatro hojas originales, quedan siete, los folios 39-47 en el manuscrito. Sin embargo, Laurence Nowell, anticuario del siglo XVI, hizo una transcripción que Abraham Wheelocke utilizó en una edición de la Crónica impresa en 1643. Debido a esto, a veces también se conoce como [W], por Wheelocke. La transcripción de Nowell replicó la introducción genealógica separada de [B] —esta página es catalogada actualmente como British Library MS. Cotton Tiberius Aiii, f. 178—, en lugar de la parte original de este documento. La introducción original de [A²] se eliminó más tarde antes del incendio y sobrevive como British Library Add MS 34652, f. 2. Las denominaciones [A], [A²] y [G] derivan de Plummer, Smith y Thorpe, respectivamente.

### [H]Fragmento cottoniano
El Fragmento cottoniano consiste en una única hoja, que contiene historias de 1113 y 1114. En la entrada para 1113 incluye la frase «vino a Winchester» (he came to Winchester); por ende, se cree que el manuscrito fue redactado en Winchester. No hay suficiente información del documento para establecer relaciones confiables con otros manuscritos. Ker señaló que las entradas pudieron haber sido escritas al mismo tiempo.

### [I]Crónica de la mesa de Pascua
Es una lista de entradas de la Crónica acompañada de una tabla de años, que se encuentra en los folios 133-137 en un manuscrito, muy quemado, que contiene notas misceláneas sobre amuletos, cálculos de fechas para los servicios de la iglesia y los anales relacionados con la Christ Church de Canterbury. La mayoría de las entradas de la Crónica hablan sobre la Christ Church. Está en inglés hasta 1109, año de muerte de Anselmo de Canterbury; todas menos una de las entradas siguientes están en latín. Parte de [I] fue transcrita por un escriba poco después de 1073, de la misma mano y tinta que el resto de Caligula MS. Después de 1085, los anales pasaron por varias manos contemporáneas. La entrada del escriba original para la conquista normanda se limita a Her forðferde eadward kyng; una mano posterior agregó la llegada de Guillermo el Conquistador, 7 su com willelm. En un tiempo, este manuscrito estuvo en la abadía de San Agustín de Canterbury.

### Manuscritos perdidos
Dos manuscritos están registrados en un antiguo catálogo de la biblioteca de Durham; se describen como cronica duo Anglica. Además, Parker incluyó un manuscrito llamado Hist. Angliae Saxonica en sus obsequios, pero el manuscrito que incorporaba esto, catalogado actualmente como Cambridge University Library MS. Hh.1.10, ha perdido cincuenta y dos de sus hojas, así como toda esta copia de la crónica.

## Fiabilidad
Como con cualquier fuente histórica, la Crónica debe ser tratada con cierta cautela. Por ejemplo, entre 514 y 544, hace referencia a «Wihtgar», quien supuestamente está enterrado en la isla de Wight en la «fortaleza de Wihtgar» (Wihtgaræsbyrg, en el original) y presuntamente dio su nombre a la isla. Sin embargo, el nombre «Wight» deriva del latín Vectis, no de Wihtgar. El nombre real de la fortaleza probablemente era Wihtwarabyrg, «la fortaleza de los habitantes de Wight», y el cronista o una fuente anterior malinterpretaron esto como refiriéndose a «Wihtgar».
La datación de los eventos registrados también requiere cuidado. Además de las fechas que son simplemente inexactas, los escribas ocasionalmente cometieron errores que causaron más equivocaciones. Por ejemplo, en el manuscrito [D], el escriba omite el año 1044 de la lista en el lado izquierdo. Por tanto, los anales copiados son incorrectos de 1045 a 1052, que tiene dos entradas. Un problema más difícil es la cuestión de la fecha en que comenzó un año nuevo, ya que la costumbre moderna de comenzar el año el 1 de enero no era universal en ese momento. La historia de 1091 en [E] comienza en Navidad y continúa durante todo el año; está claro que esta entrada sigue la antigua costumbre de comenzar el año en Navidad. Algunas otras entradas parecen comenzar el año el 25 de marzo, como el año 1044 en el manuscrito [C], que termina con el matrimonio de Eduardo el Confesor el 23 de enero, mientras que el 22 de abril se registra en el anal de 1045. También hay años que parecen comenzar en septiembre.
Los manuscritos fueron producidos en diferentes lugares y cada uno refleja los prejuicios de sus escribas. Se ha argumentado que la Crónica debe considerarse como propaganda, producida por la corte de Alfredo y escrita con la intención de glorificarlo e infundir lealtad. Esto no se acepta universalmente, pero los orígenes de los manuscritos influyen claramente tanto la descripción de las interacciones entre Wessex y otros reinos como los relatos de las depredaciones de vikingos. Se puede ver un ejemplo en la entrada de 829, que describe la invasión de Egberto a Northumbria. Según la Crónica, después de que Egberto conquistó Mercia y Essex, se convirtió en un bretwalda, lo que implica su supremacía en toda Inglaterra. Después, cuando marchó a Northumbria, los habitantes le ofrecieron «sumisión y paz». Las crónicas de Northumbria, incorporadas en la historia del siglo XIII de Roger de Wendover, dan un relato diferente: «Cuando Egberto obtuvo todos los reinos del sur, dirigió un gran ejército a Northumbria, arrasó esa provincia con un gran saqueo e hizo que el rey Eanred pagara tributo».
Algunas veces se pueden ver los prejuicios de los escribas al compararse diferentes versiones del manuscrito que crearon. Por ejemplo, Ælfgar, conde de Anglia Oriental e hijo de Leofric, conde de Mercia, fue exiliado brevemente en 1055. Los manuscritos [C], [D] y [E] narran lo siguiente:
- [C]: «Conde Ælfgar, hijo del conde Leofric, fue desterrado sin ninguna falta ...» (Earl Ælfgar, son of Earl Leofric, was outlawed without any fault ...).
- [D]: «Conde Ælfgar, hijo del conde Leofric, fue desterrado casi sin falta ...» (Earl Ælfgar, son of Earl Leofric, was outlawed well-nigh without fault ...).
- [E]: «Conde Ælfgar fue desterrado porque se le acusó que era un traidor al rey y a toda el pueblo de estas tierras. Y admitió esto ante todos los hombres que estaban reunidos allí, aunque las palabras dispararon en contra de su voluntad.» (Earl Ælfgar was outlawed because it was thrown at him that he was traitor to the king and all the people of the land. And he admitted this before all the men who were gathered there, although the words shot out against his will).

Otro ejemplo que menciona a Ælfgar muestra un tipo diferente de falta de fiabilidad en la Crónica: el de la omisión. Ælfgar era conde de Mercia en 1058 y, en ese año, fue exiliado nuevamente. Esta vez solo [D] tiene algo que decir: «En este punto el conde Ælfgar fue expulsado, pero pronto regresó nuevamente, con violencia, con la ayuda de Gruffydd. Y aquí vino un ejército de barcos de asalto de Noruega; es tedioso contar cómo sucedió todo esto» (Here Earl Ælfgar was expelled, but he soon came back again, with violence, through the help of Gruffydd. And here came a raiding ship-army from Norway; it is tedious to tell how it all happened). En este caso existen otras fuentes para aclarar el relato: se hizo un gran ataque noruego en Inglaterra, pero [E] no dice nada y [D] apenas lo menciona. También se ha argumentado que cuando la Crónica no cuenta nada, otras fuentes que informan eventos importantes deben estar equivocadas, pero este ejemplo demuestra que omite eventos importantes.

## Uso por historiadores latinos y anglonormandos
Tres de los principales historiadores anglonormandos, Juan de Worcester, Guillermo de Malmesbury y Enrique de Huntingdon, cada uno tenía una copia de la Crónica, que adaptaron para sus propios fines. Simeón de Durham también tuvo una copia. Algunos historiadores medievales posteriores también usaron la Crónica y otros tomaron su material de aquellos que la habían usado, por lo que se convirtió en «fundamental para la corriente principal de la tradición histórica inglesa».
Enrique de Huntingdon usó una copia que era muy similar a [E]. No existe evidencia en su trabajo de ninguna de las entradas en [E] después de 1121, por lo que aunque su manuscrito en realidad pudo haber sido ese, también pudo haber sido una reproducción, ya sea una tomada de [E] antes de las entradas que ya no hizo uso o un manuscrito del cual [E] fue copiado, con la transcripción realizada antes de la fecha del último anal usado. Enrique también hizo uso del manuscrito [C].
Los Anales de Waverley emplearon un manuscrito similar a [E], aunque parece que no contenía las historias centradas en Peterborough. El manuscrito de la crónica traducida por Geoffrey Gaimar no puede identificarse con precisión, aunque según la historiadora Dorothy Whitelock era «un texto bastante mejor que “E” o “F”». Gaimar insinuó que había una copia en Winchester en su día (a mediados del siglo XII); Whitelock sugirió que hay pruebas de que un manuscrito que no ha sobrevivido hasta nuestros días estuvo en Winchester a mediados del siglo X. Si sobreviviera a la época de Gaimar, eso explicaría por qué [A] no se mantuvo actualizado y por qué [A] pudo ser entregado al monasterio en Canterbury.
La Chronicon ex chronicis de Juan de Worcester parece haber tenido un manuscrito que era [A] o similar a este; hizo uso de anales que no aparecen en otras versiones, como entradas relacionadas con las campañas de Eduardo el Viejo e información sobre Winchester hacia el final de la crónica. Su relato es frecuentemente similar al de [D], aunque se presta menos atención a Margarita de Escocia, una característica que identifica a [D]. Tenía el Registro mercio, que solo aparece en [C] y [D], e incluye material de los anales de 979-982, presente en [C]. Es posible que tuviera un manuscrito que fuera anterior a [D]. También tenía fuentes que no han sido identificadas y algunas de sus declaraciones no tienen una fuente sobreviviente previa.
Guillermo de Malmesbury tenía un manuscrito similar a [E], aunque es poco probable que lo haya sido, ya que se sabe que ese manuscrito todavía estaba en Peterborough después de la época en que Guillermo estuvo trabajando y no hace uso de ninguno de las entradas en [E] que están específicamente relacionadas con Peterborough. Es probable que tuviera el original del que se copió [E] o una copia de ese original. Mencionó que las crónicas no daban ninguna información sobre el asesinato de Alfred Æþeling, pero, dado que esto está respaldado en [C] y [D], es evidente que no tenía acceso a esos manuscritos. En ocasiones parece mostrar cierto conocimiento de [D], pero es posible que su información haya sido tomada del trabajo de Juan de Worcester. También omite cualquier referencia a una batalla librada por Cenwealh en 652; este conflicto bélico se menciona en [A], [B] y [C], pero no en [E]. Mencionó una batalla librada por Cenwealh en Wirtgernesburg, que no figura en ninguno de los manuscritos existentes, por lo que es posible que haya tenido una copia, ahora perdida.

## Importancia
La Crónica anglosajona es la fuente más importante para la historia de Inglaterra en la época anglosajona. Sin ella y la Historia eclesiástica (Historia ecclesiastica gentis Anglorum) de Beda, sería difícil relatar la historia de los ingleses desde los romanos hasta la conquista normanda; Nicholas Howe las llamó «las dos grandes obras anglosajonas de la historia». Estos registros y anales de cualquier tipo comenzaron a conservarse en Inglaterra en el momento de la primera difusión del cristianismo, pero ninguno de sobrevive en su forma original. En cambio, se incorporaron en trabajos posteriores y se cree que la Crónica contiene muchos de estos. La historia que cuenta no es solo la presenciada por sus compiladores, sino también la registrada por escribas anteriores, cuyo trabajo en muchos casos no se conserva en ningún otro lugar.
Sin embargo, su importancia no se limita a la información histórica que proporciona. Es una fuente importante para el desarrollo temprano del idioma inglés. La Crónica de Peterborough cambia el lenguaje literario del inglés antiguo estándar al inglés medio temprano después de 1131, proporcionando algunos de los primeros textos de inglés medio conocidos. Howe señaló que muchas de las entradas indican que Roma era considerada un hogar espiritual para los anglosajones, por lo que esa ciudad y su historia eran de suma importancia en muchas de las entradas; el historiador citó el año 1 d. C., por ejemplo, que enlista el reinado de Augusto antes de que mencione el nacimiento del Cristo.
La Crónica no carece de interés literario. Insertados en varios lugares desde el siglo X, hay poemas en inglés antiguo en celebración de las figuras reales y sus logros: «La batalla de Brunanburh» (The Battle of Brunanburh, 937), sobre la victoria del rey Æthelstan sobre las fuerzas combinadas de vikingos, escoceses y britanos de Strathclyde; cinco poemas cortos, «La captura de los cinco burgos» (Capture of the Five Boroughs, 942), «La coronación del rey Edgar» (The Coronation of King Edgar, 973), «La muerte del rey Edgar» (The Death of King Edgar, 975), «La muerte del príncipe Alfredo» (The Death of Prince Alfred, 1036) y «La muerte del rey Eduardo el Confesor» (The Death of King Edward the Confessor, 1065).

## Historia de ediciones
Una de las primeras ediciones impresas apareció en 1692, por Edmund Gibson, jurista y religioso inglés quien más tarde (1716) se convirtió en obispo de Lincoln. Titulada Chronicon Saxonicum, dispuso el texto en inglés antiguo en columnas paralelas con la correspondiente versión latina de Gibson y se convirtió una publicación estándar hasta el siglo XIX. Gibson usó tres manuscritos, de los cuales el principal era la Crónica de Peterborough. Fue reemplazado en 1861 por la Rolls Series de Benjamin Thorpe, que imprimió seis versiones en columnas, etiquetadas de la A a la F, dando así a los manuscritos las letras que actualmente se usan para referirse a ellos. John Earle escribió Two of the Saxon chronicles parallel (1865). Charles Plummer editó este libro, produciendo un texto revisado con notas, apéndices y glosario en dos volúmenes en 1892 y 1899. Esta edición de los textos A y E, con material de otras versiones, fue ampliamente utilizada; fue reimpresa en 1952.
A partir de la década de 1980, se imprimió un nuevo conjunto de ediciones académicas, bajo el título de la serie The Anglo-Saxon Chronicle: a collaborative edition. Aún se siguen editando algunos volúmenes, como uno centrado en la recensión septentrional, pero los volúmenes existentes como la edición de [A] de Janet M. Bately son actualmente una obra de referencia. Una traducción reciente es The Anglo-Saxon Chronicle (1996) de Michael Swanton, que presenta traducciones de [A] y [E] en páginas opuestas, con material intercalado de los otros manuscritos difieren difieren.
Una edición facsímil de [A], The Parker Chronicle and Laws, fue publicada en 1941 por la Oxford University Press, editada por Robin Flower y Hugh Smith. La editorial D. S. Brewer anunció en 1981 un proyecto titulado The Anglo-Saxon Chronicle: a collaborative edition en 1981. Editada por David Dumville y Simon Keynes, la serie tuvo como objetivo compilar ediciones académicas de cada manuscrito; los volúmenes I y II fueron asignados a ediciones comparativas, mientras que los manuscritos [A] a [G] ocupan los volúmenes III a IV. El volumen III, editado por Janet M. Bately, es una edición de [A] y fue publicado en 1986; la edición de Simon Taylor de [B] en 1983. El manuscrito [C] fue editado por H. A. Rositzke como The C-text of the Old English chronicles, en Beiträge zur Englischen Philologie de 1940; el volumen de la edición colaborativa salió a la venta en 2000, editado por Katherine O'Brien O'Keeffe. Una edición académica del manuscrito [D] se encuentra en An Anglo-Saxon Chronicle from British Museum Cotton MS., Tiberius B. iv (1926), editado por E. Classen y F. E. Harmer. Geoffrey Cubbin también editó el manuscrito [D], que fue publicado como el volumen VI de la edición colaborativa en 1996. Rositzke también publicó una traducción del texto [E] en The Peterborough Chronicle (1951); la edición de Susan Irvine fue incluida en la serie colaborativa en 2002. El texto [F] fue impreso Annales Domitiani Latini: an edition en la serie Mediaeval studies of the Pontifical Institute of Mediaeval Studies (1947), por F. P. Magoun, Jr.; una edición más reciente de Peter S. Baker se imprimió en 2000. La primera edición de [G] fue Venerabilis Bedae Historia Ecclesiastica de Abraham Whelock de 1644, impresa en Cambridge; también hay una edición de Angelika Lutz, Die Version G der angelsächsischen Chronik: Rekonstruktion und Edition (1981).